# Daniel Lloreda
Daniel Andrés Lloreda Blandón (Apartadó, Colombia; 5 de julio de 1990) era un futbolista colombiano. Jugaba como delantero y su último club fue en el San Francisco FC de la Primera División de Panamá.

## Clubes
| Club                | País                | Año                 | Partidos | Goles |
| ------------------- | ------------------- | ------------------- | -------- | ----- |
| San Jorge           | Argentina           | 2011 - 2012         | 14       | 0     |
| Atlético Famailla   | Argentina           | 2012 - 2013         | 23       | 3     |
| Talleres Perico     | Argentina           | 2013 - 2014         | 21       | 4     |
| Atlético Policial   | Argentina           | 2014 - 2015         | ?        | ?     |
| Leones              | Colombia            | 2015 - 2016         | 16       | 10    |
| Atlético Nacional   | Colombia            | 2017                | 2        | 1     |
| Leones              | Colombia            | 2017                | 8        | 0     |
| Águilas Doradas     | Colombia            | 2018                | 11       | 1     |
| Llaneros            | Colombia            | 2018                | 7        | 1     |
| Águilas Doradas     | Colombia            | 2019                | 9        | 1     |
| Municipal Limeño    | El Salvador         | 2019                | 0        | 0     |
| San Francisco       | Panamá              | 2020                | 3        | 0     |
| Total en su carrera | Total en su carrera | Total en su carrera | 114      | 21    |

## Palmarés

### Campeonatos nacionales
| Títulos         | Club              | País     | Año  |
| --------------- | ----------------- | -------- | ---- |
| Torneo Apertura | Atlético Nacional | Colombia | 2017 |